# Championnat de la Ligue Professionnelle 1
Championnat de la Ligue Professionnelle 1 (arabiska: الرابطة المحترفة الأولى لكرة القدم) är den högsta  fotbollsligan i Tunisien och organiseras av Fédération Tunisienne de Football (FTF). Ligan startades 1956. Ligavinnaren och 2:an kvalificeras för afrikanska Champions League.  

## Klubbar säsongen 2019/2020
| Klubb           | Stad         | Arena                       | Kapacitet |
| --------------- | ------------ | --------------------------- | --------- |
| AS Soliman      | Soliman      | Stade municipal de Soliman  | 3,000     |
| CA Bizertin     | Bizerte      | Stade 15 Octobre            | 20,000    |
| Club Africain   | Tunis        | Stade Olympique de Radès    | 60,000    |
| CS Chebbien     | Chebba       | Stade de Chebba             | 3,000     |
| CS Hammam-Lif   | Hammam-Lif   | Stade Bou Kornine           | 8,000     |
| CS Sfaxien      | Sfax         | Stade Taïeb Mhiri           | 22,000    |
| ES Métlaoui     | Métlaoui     | Stade Municipal de Métlaoui | 5,000     |
| Espérance ST    | Tunis        | Stade Olympique de Radès    | 60,000    |
| Étoile du Sahel | Sousse       | Stade Olympique de Sousse   | 25,000    |
| JS Kairouan     | Kairouan     | Stade Ali Zouaoui           | 15,000    |
| Stade Tunisien  | Le Bardo     | Stade Chedli Zouiten        | 20,000    |
| US Ben Guerdane | Ben Guerdane | Stade du 7 Mars             | 10,000    |
| US Monastir     | Monastir     | Stade Mustapha Ben Jannet   | 20,000    |
| US Tataouine    | Tataouine    | Stade Nejib Khattab         | 5,000     |

## Seriesegrare genom tiderna

### Under USFSA:s regering
- 1909–1910: Racing Club (Tunis)
- 1910–1911: Racing Club (Tunis)
- 1911–1912: Sporting de Ferryville
- 1912–1913: Sporting de Ferryville
- 1913–1914: Racing Club (Tunis)
- 1919–1920: Racing Club (Tunis)
- 1920–1921: Racing Club (Tunis)

### Under LTF:s regering
| - 1921–1922: Racing Club (Tunis) - 1922–1923: Stade Gaulois (Tunis) - 1923–1924: Stade Gaulois (Tunis) - 1924–1925: Racing Club (Tunis) - 1925–1926: Sporting Club (Tunis) - 1926–1927: Stade Gaulois (Tunis) - 1927–1928: Sporting Club (Tunis) - 1928–1929: Avant-garde de Tunis (Tunis) - 1929–1930: US Tunisienne (Tunis) | - 1930–1931: US Tunisienne (Tunis) - 1931–1932: Italia de Tunis - 1932–1933: US Tunisienne (Tunis) - 1933–1934: Sfax Railways Sport (Sfax) - 1934–1935: Italia de Tunis - 1935–1936: Italia de Tunis - 1936–1937: Italia de Tunis - 1937–1938: Savoia de La Goulette (La Goulette) - 1938–1939: CS Gabésien (Gabès) | - 1939–1940: Inget mästerskap - 1940–1941: Inget mästerskap - 1941–1942: Espérance ST (Tunis) - 1942–1943: Inget mästerskap - 1943–1944: Inget mästerskap - 1944–1945: CA Bizertin (Bizerte) - 1945–1946: CA Bizertin (Bizerte) - 1946–1947: Club Africain (Tunis) - 1947–1948: Club Africain (Tunis) | - 1948–1949: CA Bizertin (Bizerte) - 1949–1950: Étoile du Sahel (Sousse) - 1950–1951: CS Hammam-Lif (Hammam Lif) - 1951–1952: Inget mästerskap - 1952–1953: Sfax Railways Sport (Sfax) - 1953–1954: CS Hammam-Lif (Hammam Lif) - 1954–1955: CS Hammam-Lif (Hammam Lif) - 1955–1956: CS Hammam-Lif (Hammam Lif) - 1956–1957: Stade Tunisien (Le Bardo) |

### Efter självständighet
| - 1957–1958: Étoile du Sahel - 1958–1959: Espérance ST - 1959–1960: Espérance ST - 1960–1961: Stade Tunisien - 1961–1962: Stade Tunisien - 1962–1963: Étoile du Sahel - 1963–1964: Club Africain - 1964–1965: Stade Tunisien - 1965–1966: Étoile du Sahel - 1966–1967: Club Africain - 1967–1968: Sfax Railways Sport - 1968–1969: CS Sfaxien - 1969–1970: Espérance ST - 1970–1971: CS Sfaxien - 1971–1972: Étoile du Sahel - 1972–1973: Club Africain | - 1973–1974: Club Africain - 1974–1975: Espérance ST - 1975–1976: Espérance ST - 1976–1977: Jeunesse sportive kairouanaise - 1977–1978: CS Sfaxien - 1978–1979: Club Africain - 1979–1980: Club Africain - 1980–1981: CS Sfaxien - 1981–1982: Espérance ST - 1982–1983: CS Sfaxien - 1983–1984: CA Bizertin - 1984–1985: Espérance ST - 1985–1986: Étoile du Sahel - 1986–1987: Étoile du Sahel - 1987–1988: Espérance ST - 1988–1989: Espérance ST | - 1989–1990: Club Africain - 1990–1991: Espérance ST - 1991–1992: Club Africain - 1992–1993: Espérance ST - 1993–1994: Espérance ST - 1994–1995: CS Sfaxien - 1995–1996: Club Africain - 1996–1997: Étoile du Sahel - 1997–1998: Espérance ST - 1998–1999: Espérance ST - 1999–2000: Espérance ST - 2000–2001: Espérance ST - 2001–2002: Espérance ST - 2002–2003: Espérance ST - 2003–2004: Espérance ST - 2004–2005: CS Sfaxien | - 2005–2006: Espérance ST - 2006–2007: Étoile du Sahel - 2007–2008: Club Africain - 2008–2009: Espérance ST - 2009–2010: Espérance ST - 2010–2011: Espérance ST - 2011–2012: Espérance ST - 2012–2013: CS Sfaxien - 2013–2014: Espérance ST - 2014–2015: Club Africain - 2015–2016: Étoile du Sahel - 2016–2017: Espérance ST - 2017–2018: Espérance ST - 2018–2019: Espérance ST - 2019–2020: Espérance ST - 2020–2021: Espérance ST - 2021–2022: Espérance ST - 2022–2023: ES Sahel |